# Plan horizontal
Pour les articles homonymes, voir plan horizontal (homonymie).
Un plan horizontal est un plan défini en fonction de l'horizontale.
Il est utilisé notamment en astronomie pour déterminer l'azimut dans un système de coordonnées horizontales.